# Sanni Utriainen
Sanni Utriainen (ur. 5 lutego 1991) – fińska lekkoatletka specjalizująca się w rzucie oszczepem.
Międzynarodową karierę rozpoczynała od startu w festiwalu młodzieży w Belgradzie w roku 2007. Uczestniczka mistrzostw Europy juniorów oraz mistrzostw świata juniorów. W 2010 wygrała światowy czempionat juniorów. Uczestniczka mistrzostw Europy w Amsterdamie (2016), w których odpadła po eliminacjach konkursu oszczepniczek.
Złota medalistka mistrzostw Finlandii w kategorii kadetek, juniorek oraz seniorek, a także reprezentantka kraju w zimowym pucharze Europy w rzutach lekkoatletycznych oraz meczach międzypaństwowych.
Jej ojciec – Esa Utriainen – także uprawiał rzut oszczepem.
Rekord życiowy: 63,03 (8 sierpnia 2015, Kuortane).

## Osiągnięcia
| Rok  | Impreza                              | Miejsce        | Lokata            | Wynik |
| ---- | ------------------------------------ | -------------- | ----------------- | ----- |
| 2007 | Letni festiwal młodzieży Europy      | Belgrad        | 9. miejsce        | 42,03 |
| 2009 | Mistrzostwa Europy juniorów          | Nowy Sad       | 9. miejsce        | 48,45 |
| 2010 | Zimowy puchar Europy w rzutach       | Arles          | 3. miejsce U-23   | 54,80 |
| 2010 | Mistrzostwa świata juniorów          | Moncton        | 1. miejsce        | 56,69 |
| 2011 | Zimowy puchar Europy w rzutach       | Sofia          | 3. miejsce U-23   | 53,73 |
| 2011 | I liga drużynowych mistrzostw Europy | Izmir          | 2. miejsce        | 57,46 |
| 2011 | Młodzieżowe mistrzostwa Europy       | Ostrawa        | 4. miejsce        | 56,25 |
| 2012 | Zimowy puchar Europy w rzutach       | Bar            | 1. miejsce U23    | 57,39 |
| 2012 | Mistrzostwa Europy                   | Helsinki       | 11. miejsce       | 55,14 |
| 2012 | Igrzyska olimpijskie                 | Londyn         | –                 | NM    |
| 2013 | Młodzieżowe mistrzostwa Europy       | Tampere        | 6. miejsce        | 53,59 |
| 2015 | Mistrzostwa świata                   | Pekin          | el. – 31. miejsce | 55,56 |
| 2016 | Mistrzostwa Europy                   | Amsterdam      | el. – 16. miejsce | 57,19 |
| 2016 | Igrzyska olimpijskie                 | Rio de Janeiro | el. – 31. miejsce | 53,42 |